# Romanfabrik
Die 1985 gegründete Romanfabrik ist das älteste Literaturhaus von Frankfurt am Main, vermutlich sogar der Bundesrepublik Deutschland. Träger der Einrichtung ist ein Verein. Die Romanfabrik wird gefördert von der Stadt Frankfurt, dem Land Hessen und verschiedenen Stiftungen. Seit Herbst 1999 ist sie in einem preisgekrönten Architektur-Ensemble im Ostend Frankfurts zu Hause. Mit den verschiedensten Partnern wie dem Institut franco-allemand de sciences historiques et sociales und der Jazz-Initiative Frankfurt entwickelt sie ein vielfältiges Programm mit lokalen bis internationalen Bezügen.
Von 1992 bis 2022 war der Romanist Michael Hohmann (* 1954; † 2022) Geschäftsführer und künstlerischer Leiter der Romanfabrik. Sein Nachfolger ist der Musiker und Journalist Gregor Praml.

## Geschichte
Die 1985 gegründete Romanfabrik war mit ihrem Veranstaltungskeller bis 1998 in der Uhlandstraße 21 in Frankfurt am Main ansässig, bevor sie im Herbst 1999 die weitaus größeren Räume auf dem Uniongelände in der Hanauer Landstraße bezog.
Von 1985 bis 1990 konnte der „Romanfabrikschreiberpreis“ verliehen werden. Einen monatlichen Scheck sowie kostenloses Wohnen im Hinterhoffachwerkhäuschen erhielten Peter Kurzeck, Claudia Keller, Jamal Tuschick, Christa Hein und Felicitas Kohring.
1993 initiierte die Romanfabrik eine Büchersammelaktion für den Wiederaufbau der National- und Universitätsbibliothek von Sarajewo und wurde deutsches Mitglied der UNESCO-Kommission zum Wiederaufbau der Bibliothek. Rund 11.000 wissenschaftliche und literarische Titel wurden gesammelt.
Der Wettbewerb „Neues Deutsches Chanson“, „Zarah“ genannt, hatte 1998 mit Tina Teubner seine erste Preisträgerin, auch in den folgenden vier Jahren konnte das dreitägige Festival durchgeführt werden. Juryvorsitzende waren Klaus Hoffmann, Erika Pluhar, Ulla Meinecke und Manfred Maurenbrecher; die Preisträger waren Marianne Iser und Thomas Duda, Zimtfisch, Schall und Hauch sowie Ko J. Kokott.
Von 1997 bis 1999 gab die Romanfabrik die weltweit ersten Literaturaktien heraus, gestaltet in limitierter Auflage von Robert Gernhardt, Chlodwig Poth und F. K. Waechter. Die Dividende wurde in Form einer Spendenbescheinigung und eines für ein Jahr ermäßigten Eintritts ausgezahlt.
Seit September 2007 erscheint zehn Mal im Jahr der elektronische Kulturbrief: „Text – Ton – Thema“. Jeder Kulturbrief beginnt mit einem Originalbeitrag (Glossen, Essays, Gedichten) von Schriftstellern, Dichtern, Journalisten, Verlegern und anderen Kulturschaffenden und enthält außerdem detaillierte Informationen zum Monatsprogramm.
Von 2009 bis 2013 organisierte die Romanfabrik alle zwei Jahre das internationale Literaturfestival „Metropolitan - Die erzählte Stadt“. Der internationale Ansatz dieser Reihe wird bis heute mit der Reihe „Romanfabrik International“ fortgesetzt. Weitere Reihen waren die „Musikalischen Dialoge“ und die „Oulipo-Werkstatt“. Letztere hat ihre spielerische Schreibwerkstatt in einem Buch dokumentiert: „OuLiPo – OuGraPo. Eine Gebrauchsanweisung“ (2014). Bereits seit 2014 lädt die Romanfabrik ins „Philosophische Café“.
Im Verlag Philipp von Zabern erschien 2014 das von Wolfgang Bunzel, Michael Hohmann und Hans Sarkowicz herausgegebene Buch „Romantik an Rhein und Main. Eine Topographie“.
Im Oktober 2014 gaben der Schauspieler Walter Renneisen und die Jazzmusiker Heinz Sauer und Michael Wollny in der Romanfabrik einen Abend zu Ehren Ror Wolfs. Aus diesem Anlass ist die erste Publikation in der Reihe „Edition Romanfabrik“ hervorgegangen: „Ror Wolf Collagen“, herausgegeben von Michael Hohmann (der auch einen Essay beigesteuert hat) und Michael Lenz.

## Programm
Das Programm der Romanfabrik steht unter dem Motto TEXT-TON-THEMA. Im Mittelpunkt des Programms steht TEXT, also Lesungen und Gespräche mit Dichtern und Romanciers. Hervorzuheben ist die Reihe „Romanfabrik International“, in der fremdsprachige Autoren in der Romanfabrik vorgestellt werden. Die Überschrift TON weist auf Jazzkonzerte, Chansonabende und klassische Konzerte hin. Im Bereich THEMA veranstaltet die Romanfabrik seit über zwölf Jahren ein „Philosophisches Café“, zu dem Denker aus allen wissenschaftlichen Disziplinen eingeladen werden und ihre Denkansätze zur Diskussion stellen. Seit Juni 2019 gibt es die neue Reihe „Café Europa“ mit Vorträgen und Debatten zur Identität Europas.

## Bisherige Gäste (Auswahl)
Bisherige Gäste waren unter anderem F. W. Bernstein, Safiye Can, Eva Demski, Wilhelm Genazino, Robert Gernhardt, Ulla Hahn, Peter Härtling, Hellmuth Karasek, Peter Kurzeck, Sarah Kirsch, Franz Mon, Herta Müller, Ingrid Noll und Oskar Pastior.